# 周珉
周珉（1949年7月—），女，江苏南通人，中华人民共和国政治人物，曾任江苏省政协副主席，中共江苏省委统战部部长，第十一届全国政协委员。

## 生平
早年在江宁县小丹阳公社插队；1969年1月参加工作。1971年进入江宁县小丹阳医院，任化验员、护士；1973年入江苏新医学院中医系学习，毕业后分配到江苏省中医院任内科医师。1983年入南京中医学院中医内科专业攻读硕士研究生，毕业后任南京中医学院中医内科教研室讲师、主治医师；1985年4月加入中国共产党，1987年起，攻读南京中医学院中医内科专业博士研究生；毕业后任南京中医学院中医内科教研室讲师、副教授。1993年，任南京中医药大学中医系副主任、第一临床医学院院长；1995年任南京中医药大学副校长、党委常委。1997年7月，任江苏省卫生厅副厅长、兼省中医管理局局长；1998年4月，任江苏省卫生厅厅长、党组副书记兼省中医管理局局长；2004年7月，调任江苏省委组织部副部长（正厅级）。2005年5月，任江苏省政协副主席、省委统战部部长。2008年，当选第十一届全国政协委员，代表特别邀请人士，分入第五十八组。 2011年3月不再兼任江苏省委统战部部长。